# 马基纽
马基纽是巴西巴拉那州的一个市镇。总面积511.147平方公里，总人口5300人，人口密度10.4人/平方公里。